# 何锋钰
何锋钰（1874年—1923年）字元章，绰号何二虎。山东省平阴县南门人。中华民国军事将领。

## 生平
何锋钰自幼随叔父何宗莲共同生活。光绪二十九年（1903年），毕业于日本陆军士官学校。归国后，历任什长、哨长、护卫长、新建陆军左翼二营管带、统带、执法处总办。因为处刑致死军官，何锋钰激起了公愤，被调任海州知州。后来，何锋钰升任陆军第八镇江北混成协统，授陆军少将衔。
1920年，何锋钰任山东新军训练司令部中将司令官，第六混成旅旅长兼兖州镇守使。同年8月，接手兖州的防务，进剿滕县、峄县地区的土匪。第一次直奉战争的紧张时期，何锋钰旅奉命驻守铁路沿线。1923年，孙美瑶发动临城劫车案。该案造成国际
轰动，1923年6月26日何锋钰乃被免去兖州镇守使职务。不久，何锋钰出任曹州镇守使。讨伐曹锟贿选时，何锋钰赴上海，帮时任松沪护军使的哥哥何丰林料理军务，不久便在上海病逝。段祺瑞政府追赠何锋钰为陆军上将。

## 家庭
- 兄：何豐林
- 叔父：何宗莲